# 溝田弘利
溝田 弘利（みぞた ひろとし、1931年3月8日 - 2012年10月12日）は、日本の実業家、政治家。溝田旗工業元社長、エドモンズ大学日本校元理事長、元神戸市会議員（長田区選出）、同議長。

## 人物

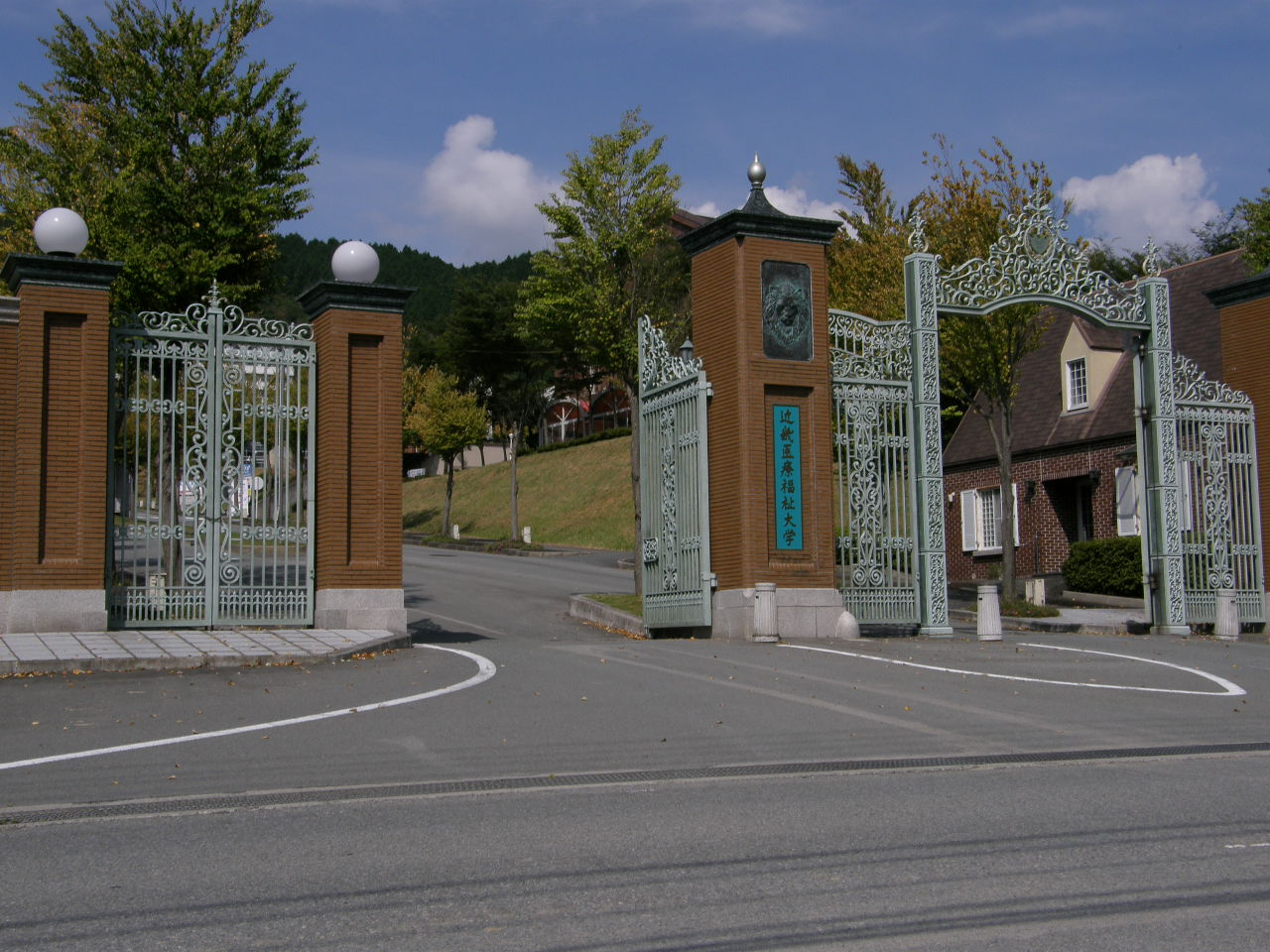
かつて理事長を務めていた姫路学院女子短期大学は神戸医療未来大学として再利用されている

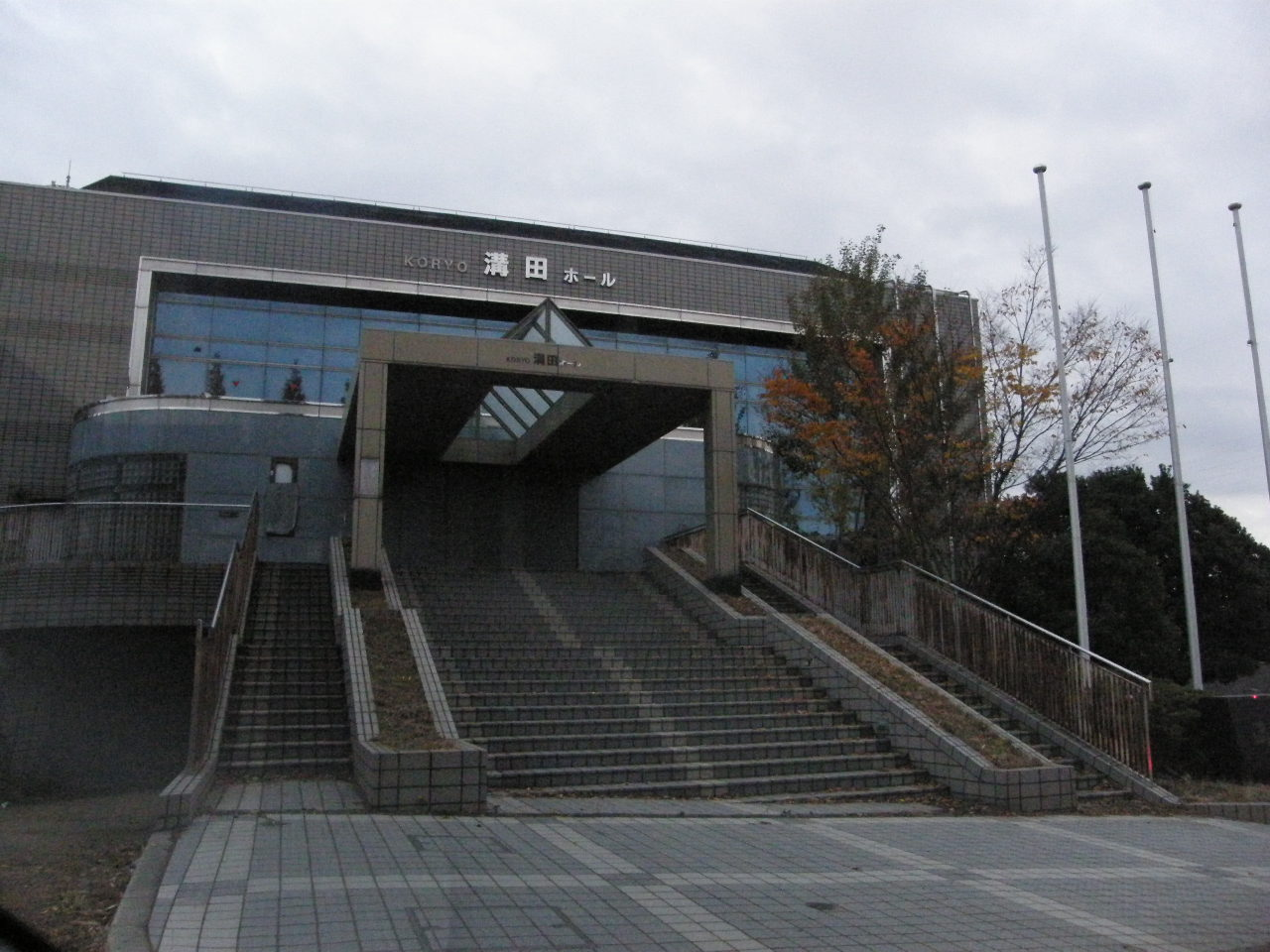
自らの名を冠した溝田ホールは現在は閉鎖され、廃墟として残る。

1955年（昭和30年）関西大学文学部卒業。先代の前社長溝田利松が1930年（昭和5年）5月に個人で創業した溝田旗工業の跡を1984年（昭和59年）3月に利松の死去にともない引き継ぐ。同時に神戸市会議員も務め、市会議長などを歴任する。その後、1992年（平成4年）には国政選挙にくら替えするため市会議員を辞職し、第16回参議院議員通常選挙兵庫県選挙区に出馬したが落選（78,413票、10人中7位）。供託金も約6,000票差で没収された。

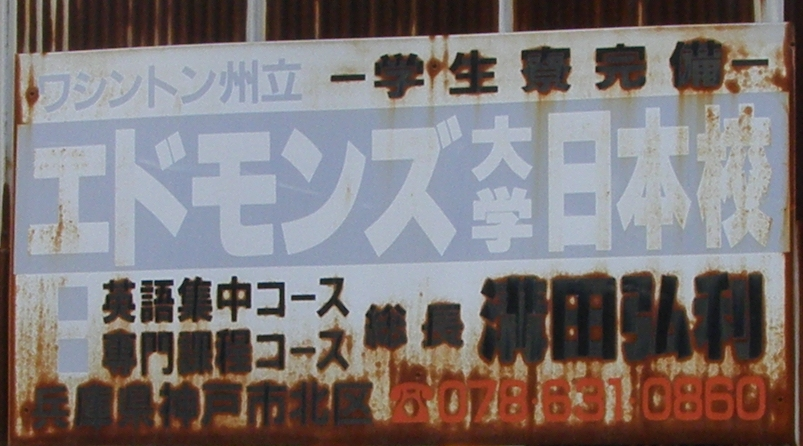
今なお、道路脇に残る同校の看板

1983年（昭和58年）には、学校経営にも乗り出す。神戸弘陵学園高等学校を設立し理事長に就任。さらには姫路学院女子短期大学を買収して「ひめがくキャンパスランド」を名乗り学長におさまるが、大学（学校法人）の認可が得られず。また著名人を教授に迎えようとしたり、キャンパス内に遊園地・動物ふれあい牧場（ポニー牧場・わんわんランド）・スポーツクラブ・自動車教習所・スーパー銭湯などを併設する奇抜な構想を試みる。1990年4月には「エドモンズ大学日本校」開校。米国のワシントン州立エドモンズ大学（コミュニティ・カレッジである）の名を冠するが、関連はなく実質的には全く無関係。各種学校に過ぎず、その後のバブル崩壊でともに失敗、閉校。歩いて行けるアメリカの大学と揶揄されていた。「大学行くには頭が足りない、留学行くにも金がない、だから僕らはエドモンズ! 」
というフレーズのテレビCMを当時盛んに流したり、東北地方から九州地方まで日本各地の民家の壁面に広告看板を出すなど派手な広告を行っていた。現在も朽ち果てた広告看板を路傍に数多く残す。
その他、ゴルフ場や駐車場経営なども手がけるが、バブル崩壊、資金難でことごとく失敗。溝田は、約70億円の負債を個人で賠償した。溝田旗工業は1993年に和議を申請（のちに取り下げ）。その後3代目社長となった溝田一郎の下で一度は再建を果たしたが、2008年のリーマンショック以降は売上不振に陥り、2011年2月1日に事業停止ののち、東日本大地震後の4月18日に破産開始決定を受けた。
長らく消息不明となっていたが、2012年10月12日、神戸市内の特別養護老人ホームにおいて、呼吸不全で死去。81歳没。

## 著書
- 『21世紀の教育ビジョン : 国際化時代の人材育成』サンマーク出版、1991年3月。 ISBN 4-7631-9004-0

## 参考サイト
- 《連載》労働事件随想録9 弁護士 野田底吾 （兵庫民法協ニュース第474号） - 神戸弘陵学園事件の原告側代理人を担当した弁護士の回想。2025年6月4日閲覧。